# Зенит-122

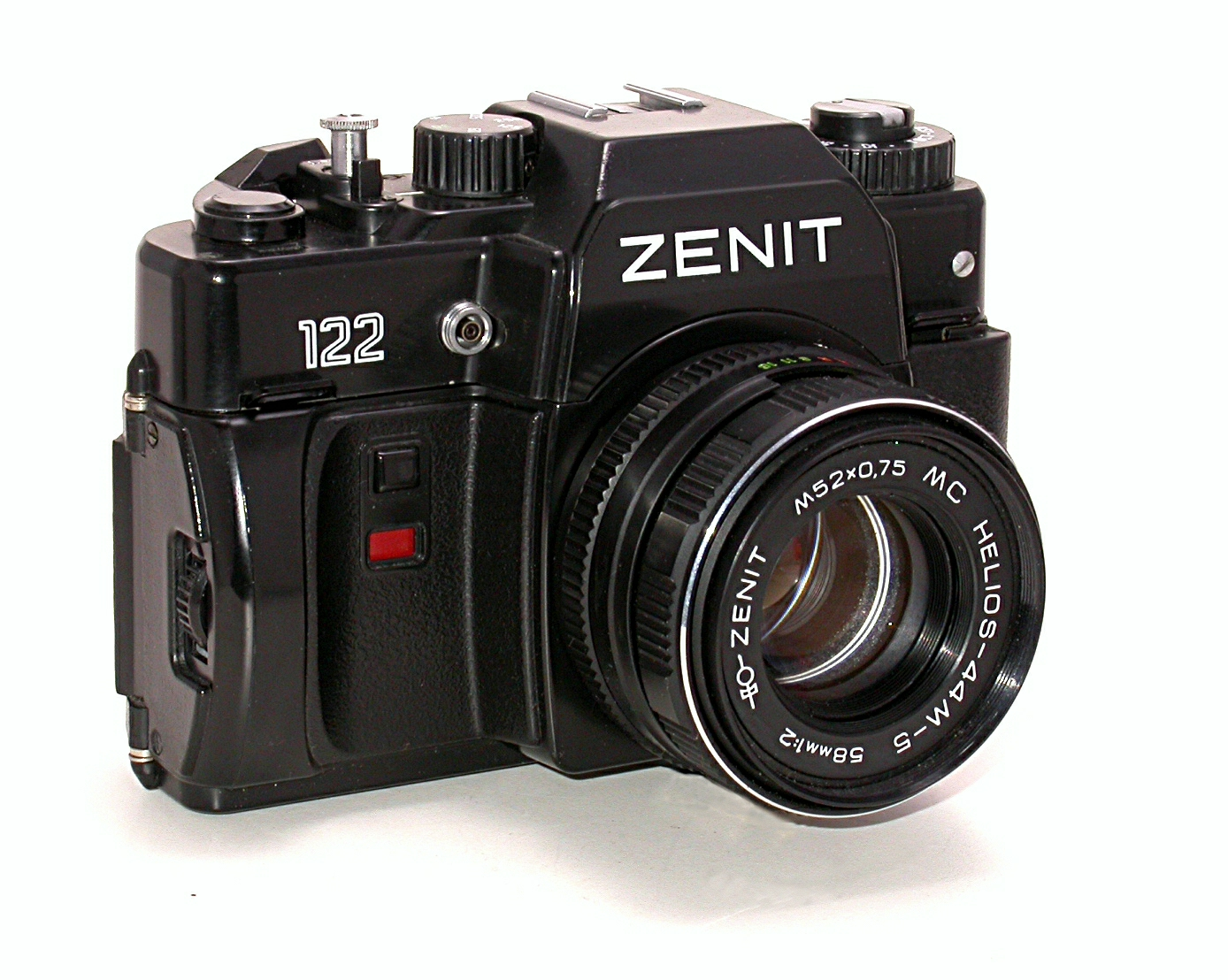
«Зенит-122» з об'єктивом «Гелиос-44М-5».

Зени́т-122 — малоформатний однооб'єктивний дзеркальний фотоапарат російського виробництва з напівавтоматичною установкою експозиції за допомогою заоб’єктивного TTL-експонометра. Розроблений та вироблявся на Красногорському механічному заводі (КМЗ). Випускався серійно в 1977—1985 рр.  на КМЗ та Білоруському оптико-механічному об'єднанні (БелОМО.) Випущений в кількості близько 2,6 млн экз.
Модифікації:
«Зенит-122»
«Зенит-122В» — без автоспуску
«Зенит-122К» — з байонетом К

## Технічні характеристики
- Тип — однооб'єктивний дзеркальний фотоапарат з вбудованим TTL-експонометром і механізмом підйому дзеркала постійного візування.
- Тип застосовуваного фотоматеріалу — фотоплівка типу 135 в стандартних касетах. Розмір кадру 24 × 36 мм.
- Затвор — механічний, шторково-щілинний з горизонтальним рухом полотняних шторок. Витримка затвора: від 1/30 до 1/500 сек і «ручна».
- Штатні об'єктиви — на «Зенит-122», «Зенит-122В» ранніх випусків — «Гелиос-44М» 2/58, «Гелиос-44М-4», «МС Гелиос-44М-4», «МС Гелиос-44М-5», «МС Гелиос-44М-6», «МС Гелиос-44М-7»; на «Зенит-122К» ранніх випусків — «МС Гелиос-44К-4»; «МС Зенитар-М2s» — «Зенит-122», «Зенит-122В»; «МС Зенитар-К2s» — «Зенит-122К»
- Корпус пластиковий з задньою стінкою, що відкривається.
- Курковий заведення затвора і перемотка плівки. Зворотне перемотування плівки висувною головкою.
- Видошукач дзеркальний, з незмінною пентапризмою. Фокусувальний екран — лінза Френеля з мікрорастром та матове скло.
- TTL-експонометр з двома сірчано-кадмієвими фоторезисторами. Світодіодний індикатор експонометра можна бачити в полі зору видошукача. Напівавтоматична установка експозиції на закритій до робочого значення діафрагмі.
- Механізм нажимної діафрагми з приводом від кнопки спуску. Неповний нажим закриває діфрагму та включає експонометр.
- Тип кріплення об'єктива — різьбове з'єднання M42×1/45,5.
- Центральний Синхроконтакт«Х»
- Механічний автоспуск.
- Лічильник кадрів з автоматичним скидуванням після натиску на кнопку зворотньої перемотки плівки
- Різьба штативного гнізда 1/4 дюйма.